# Merklinghausen (Attendorn)

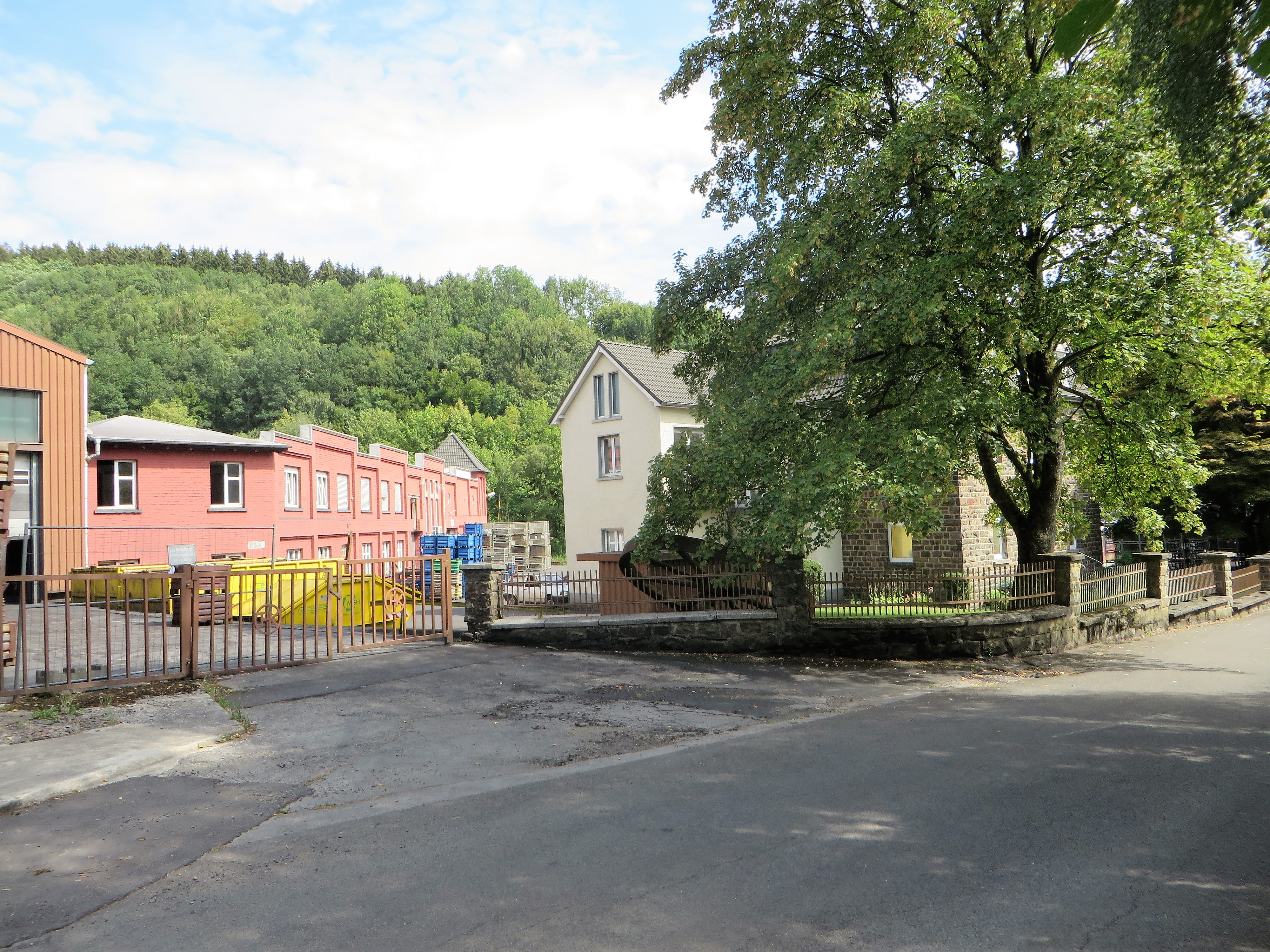
Kröger GmbH in Merklinghausen

Merklinghausen ist ein Wohnplatz der Stadt Attendorn im Kreis Olpe (Nordrhein-Westfalen) und hat 23 Einwohner (Stand 30. Juni 2024).

## Geografie
Merklinghausen liegt südwestlich des Kernortes Attendorn. Nachbarortsteile sind südwestlich Erlen, westlich Papiermühle und Petersburg im Osten. Höchste Erhebung ist im Norden der Birkeshardt (425 m). Durch den Ort fließt die Ihne und führen die Ihnestraße (L 539) und die Bahnstrecke Finnentrop–Olpe.

## Geschichte
Im 14. Jahrhundert gehörte der Schultenhof in Merklinghausen dem adeligen Haus Ewig. Erstmals urkundlich erwähnt wurde der Hof im Jahre 1413, als die Attendorner Bürgerin Alike Koken dem Hannes zu Merklinghausen für 26 Gulden eine Pfandschaft an einem Stück Land zu Ewig verkaufte. 1559 wurde in Merklinghausen ein neu aufgebauter Hammer erwähnt. In zwei Verkaufs-Urkunden von 1580 werden die Eheleute Caspar und Cecilia zu Merkelinchusen genannt. 1628 verglichen sich Friedrich Mähler zu Spedinghausen und die von Heggen über den Hammer zu Mercklinghausen. 1631 löste Caspar von Heggen den Schultenhof zu Merklinghausen von Cornelius Zeppenfeldt gegen Erstattung von 800 Reichstalern wieder ein.
Nach einer neueren Untersuchung der Ortsnamen des Kreises Olpe ist der Namensbestandteil -inghusen (neuhochdeutsch: -hausen) an den Personalnamen-Stamm Marka (altsächsisch: Grenze, Grenzmark, Gebiet) anzuschließen. Als Deutung des Ortsnamens wird die in den Kosenamen Markilo abgewandelte Form vorgeschlagen (bei den Häusern der Leute des Markilo).
Politisch gehörte Merklinghausen ehemals zum Amt Waldenburg und im Gogericht und Kirchspiel Attendorn zur Bauerschaft Albringhausen, der auch umliegende Orte wie Papiermühle, Listerscheid, Wamge u. a. angehörten. Im Schatzungsregister von 1543 wurde in der Burschafft Ailberinghausen mit 26 Steuerpflichtigen Johann Butte zu Merklinghaußen mit einer Abgabe von einem Goldgulden genannt. Während des Dreißigjährigen Krieges im Jahr 1636 wird der Hof Gerdt zu Mercklinghausen als verarmtes und wüstes Gut bezeichnet.
Nach dem Rentenbuch gab es dort im 17. Jahrhundert zwei Güter, „das vorderste Gut“ und „das obere Gut“. Das vorderste war ein großes Gut und gehörte dem Kloster Ewig, gekauft 1680, als der Hof noch wüst war, von der Adelsfamilie von Droste zu Erwitte. 1755 wurde das Gut „In den Erlen“ genannt und Ende des 18. Jahrhunderts von Kaspar Schneider bewirtschaftet. In den 1870er Jahren wanderte die Familie Schneider nach Amerika aus.
Das obere Gut war ein Kötterhof, „Büchten Gut“ genannt, und gehörte ebenfalls dem Kloster Ewig. Es war am 10. September 1676 auch von der Adelsfamilie von Droste zu Erwitte gekauft worden. Im 18. Jahrhundert wurde dieses Gut nicht mehr erwähnt. Das Kloster scheint seinen gesamten Besitz in Merklinghausen zu einem großen „Gut Erlen“ vereinigt zu haben. Gutsbesitzer war ab Ende des 19. Jahrhunderts der Landwirt Josef Marcus aus Langenohl. Im Laufe des 20. Jahrhunderts wurde der Hof aufgegeben und der Grundbesitz aufgeteilt.
Der an der Ihne bei Merklinghausen gelegene Hammerplatz, zeitweise in Besitz des Klosters Ewig, wurde 1760 an Ferd. Anton Ludger Bischopnick, Arnsberg, verliehen, 1778 belehnt an Franz Sommer aus Sondern. Um 1800 wurde er als Stabhammer mit drei Feuern bezeichnet. Nach langem Stillstand wurden dort zuletzt bis in die 1880er Jahre Kleineisenwaren von der Attendorner Firma A. A. Ursell hergestellt. Am Birkeshardt gab es 1791 eine Bleigrube, ein Lehen des Christoph Schütz aus Papiermühle.
In ihrer Blütezeit von 1875 bis 1925 spielte im unteren Ihnetal die Steinindustrie eine große Rolle. Aus den Steinbrüchen um Merklinghausen wurden Schotter, Pflaster- und Mauersteine gefördert, belegt auch durch die vielen Namen mit der Berufsbezeichnung „Steinbrucharbeiter“ in den damaligen Adressbüchern. Der ehemalige Steinbruch am Birkeshardt ist heute der geschützte Landschaftsbestandteil „Bigge-Steilhang Merklinghausen“.
Im Jahre 1936 gab es in  Merklinghausen 5 Wohnhäuser mit 13 Haushaltungen und 50 Einwohner. Das Adressbuch von 1956 führt im Ortsteil die Namen „Barth (2), Christes, Exner, Glasow, Kröger (4), Lichterkus, Maroski, Müller, Neuhaus, Pitschner, Schmidt (3), Schrutek, Sondermann, Stump, Vandreyer und Vogelsang (4)“ auf. 1988 hatte Merklinghausen 32 Einwohner.
Heute befindet sich an Bahnstrecke und Ihne die Firma Kröger Stahlumformung GmbH (Gesenkschmiede, gegründet 1884).
Ab 1819 gehörte Merklinghausen im Amt Attendorn zur Gemeinde Attendorn-Land, bis die Gemeinde 1969 in die Stadt Attendorn eingegliedert wurde.